# 퓨고이드

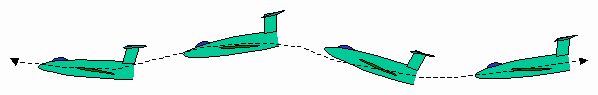
퓨고이드의 고정익 비행기의 도식적 표현

퓨고이드(phugoid 또는 i/ˈfjuːɡɔɪd/)는 항공에서 항공기가 "내리막" 및 "오르막"으로 이동할 때 속도가 빨라지고 느려지는 것을 동반하여 항공기가 위로 올라가고 올라갔다가 아래로 내려가는 항공기 운동이다. 이는 항공기의 기본 비행 역학 모드 중 하나이다.

## 같이 보기
- 포물선 운동